# Monticola solitarius

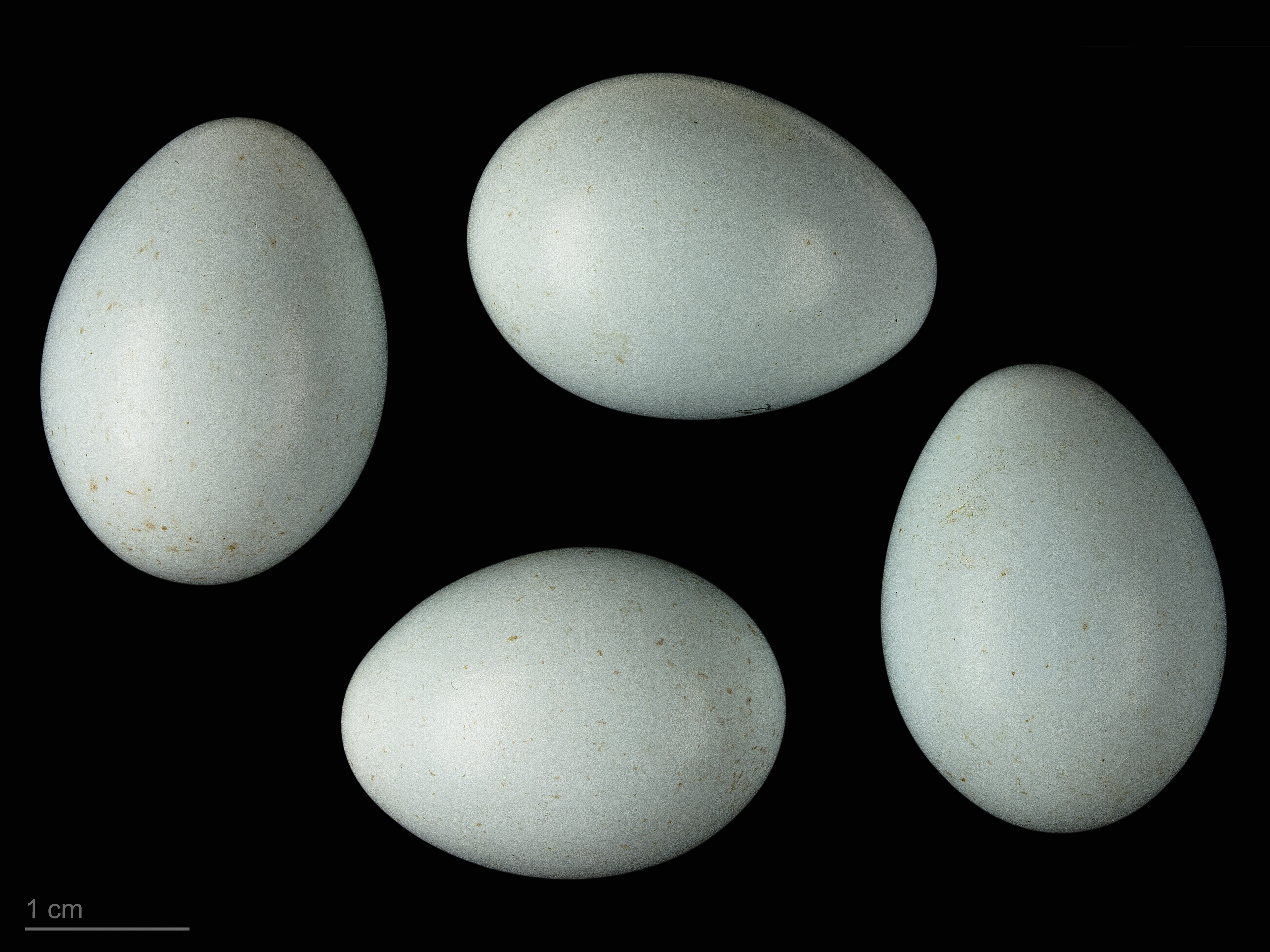
Uova di Monticola solitarius solitarius - Museo di Tolosa

Il passero solitario (Monticola solitarius Linnaeus, 1758) è un uccello passeriforme della famiglia Muscicapidae.

## Descrizione
Ha una taglia di circa 23 cm, ed un peso di 60 grammi. Il dimorfismo sessuale è abbastanza evidente, infatti il maschio d'estate è di colore blu scuro con ali e coda più scure, mentre la femmina è marrone bluastra sulla schiena, petto chiaro che dà sul marrone.

## Distribuzione e habitat
È diffuso in Europa meridionale, Africa del nord e Asia centrale; in Italia, tranne che nella pianura Padana, dove è raro incontrarlo, lo si trova ovunque ci siano pareti rocciose ed assolate.

## Sistematica
Ne sono conosciute  5 sottospecie:
- M. solitarius solitarius
- M. solitarius longirostris  (Blyth, 1847) - passero solitario iraniano
- M. solitarius madoci Chasen, 1940
- M. solitarius pandoo (Sykes, 1832) - passero solitario indiano
- M. solitarius philippensis (Statius Müller, 1776) - passero solitario dal ventre rosso

## Curiosità
Il passero solitario è titolo di due famose poesie, una di Giacomo Leopardi e una di Giovanni Pascoli.